# Какабадзе-Гудушаури, Маргарита Павловна
Маргарита Павловна Какабадзе-Гудушаури (род. 1916 — 1989) — заведующая сельской врачебной амбулаторией в с. Ламискана Каспского района Грузинской ССР. Герой Социалистического Труда.

## Биографическая справка
Маргарита Павловна Какабадзе-Гудушаури родилась в 1916 году на территории современной Грузии. По национальности — грузинка.
В 1939 году окончила Тбилисский медицинский институт и с этого времени работала заведующей сельской врачебной амбулаторией села Ламискана Каспского района Грузинской ССР (ныне — Каспийского муниципалитета края Шида-Картли Грузии).
Указом Президиума Верховного Совета СССР от 4 февраля 1969 года «за большие заслуги в области охраны здоровья советского народа» Какабадзе-Гудушаури Маргарите Павловне присвоено звание Героя Социалистического Труда с вручением ордена Ленина и золотой медали «Серп и Молот».
Проживала в селе Ламискана Каспского района.
Муж — Арчил Эстатович Гудушаури, альпинист (1915 — 1982).

## Награды и звания
- Герой Социалистического Труда (№ 12246, 04.02.1969)
- Орден Ленина (№ 401011, 04.02.1969)
- медаль «За трудовое отличие» (16.10.1951)